# Sonoluminescens
Sonoluminescens er udsendelsen af korte lyspulser under imploderende gasbobler i en væske, når væsken exciteres med ultralyd.

## Historie
Sonoluminescens-effekten blev opdaget ved Køln-Universitetet i 1934 som et resultat af arbejde med sonar. H. Frenzel og H. Schultes lagde ultralydstransducer i en balje med fotografisk fremkaldervæske. De håbede, at det ville fremskynde fremkaldeprocessen. Men i stedet opdagede de små prikker på filmen efter fremkaldelsen og opdagede herved, at gasboblerne i væsken udsendte lys, når ultralyden blev tændt.
Mere end 50 år senere, i 1989, blev sonoluminescens-forskningen bragt et stort skridt videre af Felipe Gaitan (eller Felip Caitan) og Lawrence Crum.
Nogle sonoluminescens fakta:
- Lysglimtene fra boblerne er meget korte – mellem omkring 35 og nogle få hundrede picosekunder lange.
- Boblerne er meget små, når de udsender lyset – omkring 1 µm i diameter.
- Enkeltboble-sonoluminescens-pulser kan have meget stabile tidsperioder og positioner. Faktisk er lyspulsernes frekvens mere stabil end lydoscillatorstabiliteten, som driver sonoluminescensen.
- Af ukendte årsager vil tilførslen af en lille smule ædelgas (som f.eks. helium, argon eller xenon) gøre, at lysintensiteten stiger meget.

Det udsendte lys har meget korte bølgelængder; det optiske spektrum kan nå ind i det ultraviolette lys. Det ser ud som om, at boblernes implosion skaber temperaturer på mindst 10.000 kelvin og måske helt op til og måske over én megakelvin. Nogle anslår, at der er helt op til én gigakelvin. Denne sidste formodning er baseret på modeller som i øjeblikket ikke kan testes og de kan inkludere for mange idealiseringer.

## Rejeluminescens
Pistolrejer også kaldet knipserejer producerer sonoluminescens fra deres klosakse.